# André Muffang
André Muffang (25 juillet 1897 à Saint-Brieuc - 1er mars 1989 à Paris) est un joueur d'échecs français.

## Biographie et carrière

### Carrière d'ingénieur
Muffang sort major de l'École des Mines, se retrouve lieutenant d'artillerie pendant la Première Guerre mondiale et entre en 1919 à l'École polytechnique. Il fera toute sa carrière dans la haute administration des Ponts-et-Chaussées, notamment à Valenciennes, avant de s'établir à Paris. Il fut ingénieur en chef des ponts et chaussées, directeur général de la Société de construction des Batignolles et de la société "Naphtachimie".

### Carrière de joueur d'échecs
Il jouait aux échecs en amateur et faisait partie des cercles de La Régence, puis Philidor et enfin Caïssa. En 1923, il réussit à terminer deuxième du tournoi de Margate ex æquo avec Alekhine, Bogoljubov et Michell (en). Il remporta le Championnat de France de 1931 à Lille, et participa à quatre Olympiades d'échecs : en 1927 (+3 –3 =9), en 1928 (+9 =7), en 1935 au troisième échiquier (+4 –4 =9) et en 1956 au premier échiquier (+3 –5 =7).
La fédération internationale des échecs lui attribue le titre de « maître international » à la création du titre en 1950.
Actif dans l'entre-deux-guerres, il réduit ses activités échiquéennes au début des années 1970.

#### Une partie
Muffang-Devos (en), Paris, 1948,
1. d4 d5 2. c4 dxc4 3. Cf3 Cf6 4. e3 e6 5. Fxc4 c5 6. 0-0 a6 7.a3 Fe7 8. De2 b5 9. Fa2 Fb7 10. dxc5! Fxc5 11. b4 Fa7 12. Fb2 0-0 13. Cbd2 Ce4 14. Tfd1 De7 15. Tac1 Cxd2 16. Dxd2! Fb6 17.Dc3 f6 18. Cd4! Fxd4 19. Dxd4 Cc6 20. Dc5! Tfe8 21. Td6 Cd8 22. Dd4! Fc8 23. h4 Rh8 24. Fb1 Tb8 25. De4 f5 26. De5! Ta8 27. Tc7!! 1-0.